# Dire Dawa Railway FC
Dire Dawa Railways Football Club w skrócie Dire Dawa Railway FC – etiopski klub piłkarski grający niegdyś w pierwszej lidze etiopskiej, mający siedzibę w mieście Dire Daua. Wcześniej nosił nazwę Medr Badur.

## Sukcesy
- I liga[1]:
  - mistrzostwo (1): 1977.

## Występy w afrykańskich pucharach
| Sezon | Rozgrywki       | Runda | Kraj | Klub               | Dom | Wyjazd | Dwumecz |
| ----- | --------------- | ----- | ---- | ------------------ | --- | ------ | ------- |
| 1978  | Puchar Mistrzów | 1     |      | Al-Tahaddy Bengazi | 3–2 | 1–3    | 4–5     |

## Stadion
Domowe mecze klub rozgrywa na stadionie o nazwie Dire Dawa Stadium w Dire Daua, który może pomieścić 18000 widzów.